# Região Geográfica Imediata de João Câmara
A Região Geográfica Imediata de João Câmara é uma das 11 regiões imediatas do estado brasileiro do Rio Grande do Norte, uma das 6 regiões imediatas que compõem a Região Geográfica Intermediária de Natal e uma das 509 regiões imediatas no Brasil, criadas pelo IBGE em 2017. É composta de 10 municípios.